# Các quốc gia vùng Alpes

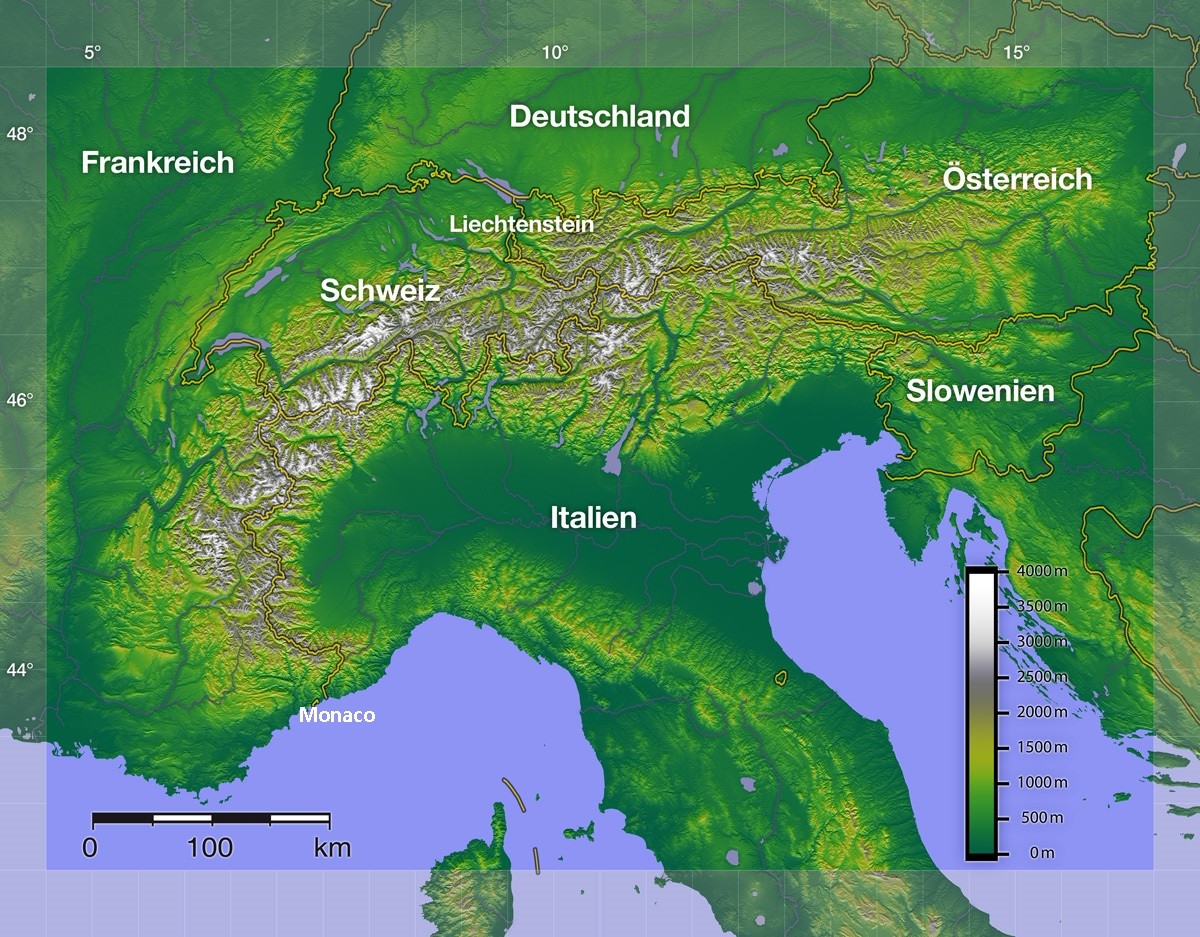
Các quốc gia vùng Alpes

Các quốc gia vùng Alpes là những nước có lãnh thổ nằm trong vùng đồi núi của dãy Alpes. Đó là 8 nước: Đức, Thụy Sĩ, Pháp, Công quốc Monaco, Công quốc Liechtenstein, Ý, Áo và Slovenia.

## Diện tích và dân số trong vùng Alpes
- Quốc gia duy nhất mà hoàn toàn nằm trong vùng đồi núi Alpes là Liechtenstein, Monaco cũng gần như hoàn toàn nằm trong vùng Alpes nhưng không có những ngọn núi nào nổi bật. Cả hai công quốc này tuy nhiên có diện tích nhỏ và dân số ít.
- Thụy Sĩ, Áo và Slovenia có đất đai nằm trong vùng Alpes trên 40%, đặc biệt là ở Áo phân nửa dân số sống ở vùng này (khoảng 1/3 dân số của vùng Alpes), trong khi đó Slovenia 1/3 dân số sống ở đây và Thụy Sĩ với 1/4 (1/8 dân số vùng Alpes)
- Ý và Pháp cũng là những nước có diện tích lớn ở đây: Vùng đồi núi Alpes của Áo, Ý và Pháp cộng lại chiếm khoảng 77 %, khoảng nửa số dân vùng Alpes là dân Ý và Áo, cộng thêm dân Pháp thì được 3/4. (trên 10 Mio.)
- Đức thì có ít đất và dân nhất nếu so sánh với diện tích lãnh thổ và dân số cả nước. (chưa tới 5%)

Ngoài ra dãy núi Alpes về phía đông với (dãy núi Ödenburger, vùng đồi núi Günser), còn kéo dài qua tận Hungary với khoảng 20 km² đất Alpes. Tương tự vùng Istria và vùng Karst của Croatia – cũng được xem là thuộc vùng Alpes. Tuy nhiên 2 nước này không được liệt vào những quốc gia vùng Alpes.
| Nước          | Diện tích vùng Alpes (km²) | Diện tích theo % | Dân số       | Dân số theo % | Tỉ lệ đất đai so với cả nước | Tỉ lệ dân số so với cả nước | Thứ tự Bắc sang Nam | Thứ tự Tây sang Đông |
| ------------- | -------------------------- | ---------------- | ------------ | ------------- | ---------------------------- | --------------------------- | ------------------- | -------------------- |
| Đức           | 11.100(1)                  | 5,8              | 1.380.000    | 10,1          | 3                            | 2                           | 2                   | 6                    |
| Pháp          | 40.800(2)                  | 21               | 2.450.000    | 18,0          | 7                            | 4                           | 7                   | 1                    |
| Ý             | 52.000                     | 27               | 4.100.000    | 30,1          | 17                           | 7                           | 5                   | 3                    |
| Liechtenstein | 160                        | 0,08             | 35.000       | 0,2           | 100                          | 100                         | 4                   | 5                    |
| Monaco        | 2                          | 0,001            | 33.000       | 0,1           | 100                          | 100                         | 8                   | 2                    |
| Áo            | 54.600                     | 29               | 4.000.000    | 29,4          | 65                           | 50                          | 1                   | 7                    |
| Thụy Sĩ       | 24.850                     | 13               | 1.740.000    | 12,8          | 60                           | 23                          | 3                   | 4                    |
| Slovenia      | 6.800                      | 3,5              | 640.000      | 4,7           | 40                           | 32                          | 6                   | 8                    |
| Tổng cộng     | 190.900∗                   | 100              | 13.600.000∗∗ | 100,0         | –                            | –                           | –                   | –                    |

Nguồn: EUR.AC/AGRALP, berggenuss.de; Bezugsdaten: Werte des Vertragsgebiets der Alpenkonvention, 10 tháng 4 năm 2008